# Ямбург (Росія)
Я́мбург (рос. Ямбург) — селище у складі Надимського району Ямало-Ненецького автономного округу Тюменської області, Росія. Знаходиться на міжселенній території.

## Географія
Ямбург розташований за 148,5 кілометрах на північ від полярного кола на Тазівському півострові, в районі впадання річки Нюдя-Монготайопоко в Обську губу.

## Населення
Населення — 92 особи (2017, 10 у 2010, 283 у 2002).
Національний склад станом на 2002 рік: росіяни — 27 %.

## Історія
Селище Ямбург отримало свою назву від Ямбурзького родовища, на якому воно і було зведене газовиками на початку 1980-их років.

## Умови проживання
У Ямбурзі постійно знаходиться близько 5-6 тисяч осіб, це вахтовий персонал підприємства «Газпром видобуток Ямбург», або підрядних організацій цієї компанії. Вахтовики працюють на Ямбурзькому родовищі один або два місяці, після чого їдуть додому на міжвахтовий відпочинок, який, зазвичай, триває близько місяця.
Вільного доступу в Ямбург немає. На всіх дорогах — перевірка документів. Потрапити в Ямбург можна при наявності заздалегідь оформленого пропуску.
У забудові Ямбургу використовувався фінський досвід планування північних поселень. Було зведено житлові будинки готельного типу та гуртожитки. Більшість працівників проживає в модулях. Модуль — це триповерхові корпуси чотирьох гуртожитків, з'єднаних теплими переходами з громадським корпусом. Таких будівель — чотири. Щоб не розтопити лід вічної мерзлоти, що призводить до занурення будівлі, будівлі зводяться на палях. Між «дном» будівлі і ґрунтом є просвіт не менше 1,5 м. Всі комунікації (включаючи водопровід і каналізацію) проходять по повітрю на опорах.

## Транспорт
Ямбург пов'язаний залізничною лінією з Новим Уренгоєм (в селищі знаходяться під'їзні шляхи від розташованої трохи південніше залізничної станції Ямбург), залізниця фактично не функціонує з 2015 року. Є порт на Обській губі.